# Justin Roiland
Justin Roiland, född 21 februari 1980 i Stockton, Kalifornien, är en amerikansk skådespelare.
Roiland har bland annat medverkat i TV-serierna Rick and Morty och Solar Opposites. Han har även medverkat i filmen Smallfoot.

## Filmografi (i urval)
- 2010–2014 – På kroken (TV-serie)
- 2013–2023 – Rick and Morty (TV-serie)
- 2018 – Smallfoot
- 2020–2022 – Solar Opposites (TV-serie)